# تپه قره گرگ
تپه قره گرگ در شهرستان گنبدکاووس، بخش مرکزی، روستای حاجی قرشان واقع شده و این اثر در تاریخ ۲۲ تیر ۱۳۷۹ با شمارهٔ ثبت ۲۷۱۹ به‌عنوان یکی از آثار ملی ایران به ثبت رسیده است.